# Pimpinella ebracteata
Pimpinella ebracteata är en flockblommig växtart som beskrevs av John Gilbert Baker. Pimpinella ebracteata ingår i släktet bockrötter, och familjen flockblommiga växter. Inga underarter finns listade i Catalogue of Life.